# Mischocyttarus reflexicollis
Mischocyttarus reflexicollis är en getingart som beskrevs av Zikan 1949. Mischocyttarus reflexicollis ingår i släktet Mischocyttarus och familjen getingar. Inga underarter finns listade i Catalogue of Life.